# مزرعه حیوانات (فیلم ۲۰۲۵)
مزرعه حیوانات (به انگلیسی: Animal Farm) یک فیلم پویانمایی درام فانتزی بریتانیایی به کارگردانی اندی سرکیس و فیلمنامه‌ای از نیکلاس استولر است، که از پیش‌نویس قبلی با همکاری روپرت وایت و سرکیس نوشته شده است. این اقتباس بر اساس رمانی به همین نام اثر جرج اورول در حال حاضر در دست تولید می‌باشد.

## بازیگران
- اندی سرکیس

## تولید
در ژوئیه ۲۰۱۱، اعلام شد که یک فیلم بلند اقتباسی از رمان مزرعه حیوانات جورج اورول از سال ۱۹۴۵ در حال ساخت است و روپرت وایت به عنوان کارگردان آن مشغول به کار است. وایت و اندی سرکیس قرار بود به عنوان فیلمنامه‌نویس همکاری کنند. در اکتبر ۲۰۱۲، سرکیس اعلام شد که وظایف کارگردانی را نیز بر عهده گرفته است، و این پروژه به عنوان یک فیلم سه‌بعدی با فریم‌ریت بالا توسعه می‌یابد. نتفلیکس در اوت ۲۰۱۸ حقوق پخش فیلم را خریداری کرد. پس از تأخیرهای متعدد، سرکیس پس از اتمام وظایف کارگردانی خود برای ونوم: بگذارید کارنیج بیاید (۲۰۲۱) بار دیگر پیش تولید این پروژه را آغاز کرد.
در آوریل ۲۰۲۲، اعلام شد که تولید به عنوان یک فیلم پویانمایی در سینسایت استودیوز با فیلمنامه ای توسط نیکلاس استولر آغاز شده است. سرکیس در کنار آدام ناگل، دیو روزنبام و جاناتان کاوندیش به عنوان تهیه‌کننده نیز ایفای نقش خواهد کرد. این پروژه یک تولید مشترک بین شرکت‌های سینسایت، انیونچر و ایماجینریوم است که نتفلیکس حق توزیع را کنار گذاشته است. در نوامبر ۲۰۲۲، سرکیس اظهار داشت که به دلیل مشغول بودن در مزرعه حیوانات، برای ونوم: آخرین رقص (۲۰۲۴) بازنخواهد گشت. او در مارس ۲۰۲۳ طی مصاحبه‌ای با اسکرین رنت اظهار داشت که یک سال از تولید آن گذشته و یک سال دیگر برای آن باقی مانده است.

## انتشار
مزرعه حیوانات در تاریخ ۱۱ ژوئیه ۲۰۲۵ به صورت سینمایی اکران می‌شود.